# Червоненко, Степан Васильевич
Степа́н Васи́льевич Черво́ненко (3 (16) сентября 1915, с. Окоп, Полтавская губерния — 11 июля 2003, Москва) — советский партийный деятель, дипломат. Чрезвычайный и полномочный посол (1959).

## Биография
Член ВКП(б) с 1940 года. Окончил экономический факультет Киевского государственного университета имени Т. Г. Шевченко (1936) и Академию общественных наук при ЦК ВКП(б) (1949). Кандидат философских наук (1949).
- В 1936—1937 годах — экономист Статистического управления при Государственной плановой комиссии СНК Украинской ССР.
- В 1937—1941 годах — учитель, директор средней школы в с. Лебедин Киевской области.
- В 1941 году — директор средней школы в с. Сенча Полтавской области.
- В 1941—1944 годах — служба в РККА. Участник Великой Отечественной войны.
- В 1944—1948 годах — старший преподаватель, заведующий кафедрой марксизма-ленинизма, заместитель директора Черкасского педагогического института.
- В 1948—1949 годах — слушатель Академии общественных наук при ЦК ВКП(б).
- В 1949—1951 годах — руководитель лекторской группы Отдела ЦК КП(б) Украины.
- В 1951—1956 годах — заведующий Отделом науки и высших учебных заведений ЦК КП Украины.
- В 1956—1959 годах — секретарь ЦК КП Украины.
- С 15 октября 1959 по 13 апреля 1965 года — чрезвычайный и полномочный посол СССР в КНР.

### В Чехословакии
С 13 апреля 1965 по 27 апреля 1973 года — чрезвычайный и полномочный посол СССР в Чехословакии.
21 августа 1968 года Степан Васильевич получил указание из Москвы посетить президента ЧССР генерала Людвика Свободу и предупредить его о предстоящей акции стран Варшавского Договора, которая держалась в строгом секрете. Советский посол встречается с президентом Чехословакии, информирует его о предстоящих событиях и просит Л. Свободу дать срочную телеграмму по всем пограничным заставам и в части ЧНА не оказывать сопротивления войскам стран Варшавского Договора. В результате все воинские части ЧНА остались на своих местах.
Посол немедленно доложил в Москву о своих действиях и получил одобрение. Позднее министр обороны А. А. Гречко рассказывал, что, прочитав сообщение о беседе с Л. Свободой, кто-то из членов советского руководства сказал: «За эти действия послу придется давать сразу два ордена Ленина».
С. В. Червоненко предпринимал все, чтобы стабилизировать обстановку в ЧССР и нормализовать отношения и уже к июню 1971 года советская партийно-правительственная делегация во главе с Л. И. Брежневым поставили точку на августовских событиях 1968 года.

### Во Франции
С 3 мая 1973 по 20 января 1982 года — чрезвычайный и полномочный посол СССР во Франции.
С 3 июля 1973 по 20 марта 1974 года — чрезвычайный и полномочный посол СССР в Малагасийской Республике по совместительству.
Степан Васильевич также брал на себя большую личную ответственность будучи послом в Париже. В апреле 1974 года после смерти президента Франции Жоржа Помпиду планировались выборы нового президента. Обозначились три кандидата: Жак Шабан-Дельмас, Франсуа Миттеран и Валери Жискар д’Эстен. Послу нужно было определяться и сделать выбор, кому отдать предпочтение.
Степан Васильевич планировал встретиться с каждым кандидатом до первого тура голосования, для того чтобы познакомиться с претендентами и их программами. С первыми двумя он смог встретиться до начала выборов, а вот с Жискар д’Эстеном предстояла встреча уже перед вторым туром голосования. Можно было бы проигнорировать встречу с Жискар д’Эстеном, ведь в его победу которого мало кто верил.
Опираясь на серьёзный анализ, проделанный послом и доверившись своему политическому чутью, С. В. Червоненко всё-таки пошёл на риски. Он встретился с Жискар д’Эстеном.
Выборы выиграл Жискар д’Эстен, а это означало, что советский посол, вопреки мнениям, сделал всё правильно. Он показал, что государственные интересы для советской дипломатии должны были быть выше идеологических симпатий и привязанностей. С этого момента советско-французские отношения продолжали развиваться по нарастающей.

### В Москве
- С декабря 1982 по октябрь 1988 года — заведующий Отделом ЦК КПСС по работе с заграничными кадрами и выездам за границу.
- В 1989—1993 годах — советник МИД СССР (с 1991 — России).

Кандидат в члены (1954—1956), член ЦК КП Украины (1956—1960). Кандидат в члены Президиума ЦК КП Украины (1957—1959). Член ЦК КПСС (1961—1989), делегат XXII (1961), XXIII (1966), XXIV (1971), XXV (1976), XXVI (1981) и XXVII (1986) съездов КПСС.
Депутат Верховного Совета УССР 4-го созыва (1955—1959). Депутат Верховного Совета СССР 5-го и 11-го созывов (1958—1962, 1984—1989).
Похоронен на Троекуровском кладбище Москвы.

## Семья
Отец — Василий Григорьевич Червоненко. Мать — Агафья Свиридовна Кириченко. Жена — Людмила Сергеевна Чиколини (1917—2002), историк.

## Дипломатический ранг
Чрезвычайный и полномочный посол (1959).

## Награды
- Пять орденов Ленина.
- Орден Октябрьской Революции.
- Орден Трудового Красного Знамени.
- Орден Отечественной войны I степени.
- Медаль «За отвагу».
- Орден Белого льва I степени (Чехословакия).
- Почётное звание Заслуженный работник дипломатической службы Российской Федерации (15 мая 2000).